# Исковецкий сельский совет (Лохвицкий район)
Исковецкий сельский совет (укр. Ісковецька сільська рада) — входит в состав
Лохвицкого района
Полтавской области
Украины.
Административный центр сельского совета находится в 
с. Исковцы.

## История
- 1921 — дата образования.

## Населённые пункты совета
- с. Исковцы
- с. Дрюковщина
- с. Овдиевка
- с. Скоробагатки
- с. Яблоновка